# Палац Подеста
Палаццо-дель-Подеста (італ. Palazzo del Podestà) — громадська будівля XIII століття в місті Болонья в регіоні Емілія-Романья на півночі Італії.

## Історія
Первісно готична споруда була побудована близько 1200 року як резиденція подеста Болоньї, найвищої адміністративної особи та голови виконавчої і судової влади середньовічної комуни. Палаццо стоїть на площі П'яцца-Маджоре, поруч з Палаццо Комунале і навпроти базиліки Сан-Петроніо.
Палаццо-дель-Подеста є довгою будівлею з подвійною відкритою аркадою (так званою Вольтоне-дель-Подеста) з двома рядами крамниць на першому поверсі та великою залою на другому.
Оскільки розміри Палаццо-дель-Подеста невдовзі стали замалими для потреб управління комуною Болоньї, у 1245 році до його протилежної від П'яцца-Маджоре сторони було прибудована нова частина з вежею Торре-дель-Аренго, дзвін якої використовувався для скликання людей під час надзвичайних ситуацій. Ця прибудова спочатку була відома як «Новий палац» (лат. Palatium Novum), а пізніше через пожиттєве ув'язнення в ній Енцо Гогенштауфена, сина імператора Фрідріха II, отримала назву Палаццо-Ре-Енцо.
У 1453 році, на замовлення Джованні II Бентівольо архітектор Арістотель Фіораванті замінив дзвін і переробив первісні готичні фасади Палаццо-дель-Подеста у ренесансному стилі, за винятком західного фасаду, який виходить на Палаццо-Ре-Енцо. У 1525 році в аркаді Вольтоне встановили теракотові статуї захисників міста — святих Петронія, Прокула, Домініка та Франциска роботи Альфонсо Ломбарді.
У XVI—XVIII століттях палац використовувався як театр. У XX столітті він був розписаний фресками Адольфо де Кароліса.